# Wood Buffalo Nemzeti Park
A Wood Buffalo Nemzeti Park a kanadai Alberta tartomány északnyugati és az Északnyugati Tartomány déli részén fekszik. 44 807 km²-nyi területével Kanada legnagyobb nemzeti parkja. 1922-ben alapították, mint a világ legnagyobb létszámú, szabadon élő bölénypopulációjának otthont adó védett területet. Ma több mint 2000 bölény (Bos bison athabascae) él itt. Emellett a lármás daru (Grus americana) egyetlen ismert fészkelőhelye. A park legfőbb feladata a hatalmas területen az érintetlen ökoszisztéma fenntartása, a kihalás szélén álló állatfajok védelme, szaporodási feltételeik biztosítása.
A park legalacsonyabb pontja a Little Buffalo-folyó (183 m), legmagasabb pedig a Caribou-hegység (945 m). Az aránylag alacsony magasság ellenére a park geográfiailag nem érdektelen: itt található a világ egyik legnagyobb édesvízi deltatorkolata, amelyet a Peace, az Athabasca és a Slave folyók alakítottak ki, mielőtt elérik az Athabasca-tavat. A Ramsari egyezmény hatálya alá tartozó vizes élőhely a tavaszi vándorlás során mintegy 400 000 vízimadárnak ad otthont, hiszen itt fut össze az általuk használt négy fő észak-amerikai vándorlási útvonal.
A Slave folyó alföldjén terül el a Salt Plains (250 km²), amelyen különböző, jellemzően tengerpartokon élő, sótűrő növényfajok élnek. A park jelentős részén elterülő Alberta-fennsík gipszkarszt-alakzatairól ismert. A víz, miközben feloldotta a fennsík legfontosabb építő kőzetét, a gipszet, barlangokat, víznyelőket, alagutakat és völgyeket hozott létre. A Caribou-hegység üledékes kőzeteiben értékes fosszília-lelőhelyet találtak a kutatók.
A bölények mellett itt található Észak-Amerika legnagyobb farkaspopulációja. A madarak közül a darvak mellett a leginkább veszélyeztetett a vándorsólyom, amelynek az utolsó lehetősége Kanadában a fennmaradásra a park által adott védettség.